# Araneus catospilotus
Araneus catospilotus là một loài nhện trong họ Araneidae.
Loài này thuộc chi Araneus. Araneus catospilotus được Eugène Simon miêu tả năm 1907.